# Рысь (созвездие)
Рысь (лат. Lynx, Lyn) — созвездие северного полушария неба. Занимает на небе площадь в 545,4 квадратного градуса, содержит 92 звезды, видимые невооружённым глазом. Ярких звёзд не содержит.

## Условия наблюдения
Созвездие наблюдается на всей территории России, в средних северных широтах — круглый год, но лучше всего зимой, когда по ночам находится почти в зените. Южнее Москвы летом созвездие частично заходит за горизонт, поэтому наблюдается только поздней осенью, зимой и весной.

## История
Созвездие Рыси впервые введено в Уранографии Яна Гевелия, опубликованной в 1690 году. Гевелий так комментировал выбор названия: «В этой части неба встречаются только мелкие звёзды, и нужно иметь рысьи глаза, чтобы их различить и распознать» — и добавлял: «кто не доволен моим выбором, тот может рисовать здесь что-нибудь другое, более ему нравящееся, но, во всяком случае, тут на небе оказывается слишком большая пустота, чтобы оставлять её ничем не заполненной».
Созвездие было утверждено Международным астрономическим союзом. В 1922 ему было присвоено трёхбуквенное обозначение Lyn, а в 1930 были установлены его границы.

## Характеристики
С созвездием Рыси граничат: Жираф на северо-западе, Возничий на западе, Близнецы на юго-западе, Рак на юге, Малый Лев на юго-востоке и Большая Медведица на северо-востоке. Также на юго-востоке есть угловая граница со Львом.
Созвездие занимает площадь в 545,4 квадратных градуса, что составляет 1,322% площади неба. В нём нет ярких звёзд (самая яркая имеет величину лишь 3,14m), а всего есть 92 звезды, видимых невооружённым глазом.

## Примечательные объекты

### Звёзды
Ярчайшая звезда созвездия, Альфа Рыси — оранжевый гигант спектрального класса K7III, который находится на расстоянии 200 световых лет от Земли. Она примерно в два раза массивнее Солнца. В созвездии есть только одна звезда с собственным именем: Альциаукат, имеющая обозначение 31 Рыси. Она также является звездой-гигантом.
В созвездии достаточно много двойных звёзд. Например, вторая по яркости звезда созвездия, 38 Рыси, является визуально-двойной, и при наблюдении в средний телескоп видно, что она состоит из двух бело-голубых звёзд. Другие относительно яркие двойные — 15 Рыси и 12 Рыси, а также 10 Большой Медведицы, которая, несмотря на название, оказалась в созвездии Рыси при проведении границ.
Звезда Y Рыси — полуправильная переменная звезда, видимый блеск которой меняется в пределах от 6,2m до 8,9m. В её изменениях яркости наблюдается периодичность: период в 110 дней вызван пульсациями звезды, а период в 1400 дней — её вращением, либо конвекцией вещества в её недрах. Звёзды 1 Рыси и UX Рыси тоже являются полуправильными переменными.
В шести звёздных системах в Рыси найдены экзопланеты. В двух системах они были открыты методом лучевых скоростей, а в оставшихся четырёх — транзитным методом.

### Объекты глубокого космоса
Наиболее известный объект глубокого космоса в созвездии — NGC 2419, шаровое звёздное скопление, находящееся вне Млечного Пути, и по этой причине известное также под названием «Межгалактический бродяга». Это скопление находится на расстоянии от 275 до 300 тысяч световых лет, и является наиболее удалённым шаровым скоплением, связанным с нашей галактикой. Считается, что оно движется по сильно вытянутой орбите вокруг Млечного Пути.
NGC 2537 — карликовая голубая компактная галактика, находящаяся на расстоянии от 17 до 30 миллионов световых лет. В прошлом считалось, что она находится рядом с IC 2233 и взаимодействовала с ней, но сейчас это кажется маловероятным: наблюдения на Very Large Array показали, что галактики находятся на разных расстояниях от Земли.
Возле границы Рыси и Большой Медведицы находится группа галактик NGC 2841, в состав которой входят галактики NGC 2500, NGC 2541 и NGC 2552, а также NGC 2841, которая находится в Большой Медведице. По наблюдениям цефеид, используемых как стандартные свечи, расстояние до группы галактик оценено в 40 миллионов световых лет.

### Метеорные потоки
Известно несколько метеорных потоков небольшой интенсивности с радиантом в созвездии Рыси. Один из них — Сентябрьские Линсиды с максимумом в районе 6 сентября. Считается, что в прошлом этот поток был более ярким и заметным: в китайских источниках упоминается, что его наблюдали по крайней мере в 1037 и 1063, а в корейских он упоминался в 1560 году.